# Copa Ciudad de Sao Paulo
La Copa Ciudad de Sao Paulo fue un torneo de fútbol organizado por la ciudad brasileña de São Paulo, en los años 1975 y 1977 con importantes equipos internacionales y brasileños. Era una competición con cuatro equipos, los cuales jugaban dos partidos de semifinales, el partido de consolación (3.º y 4.º puesto) y la gran final.
La Copa Ciudad de Sao Paulo fue un torneo de fútbol organizado por la ciudad brasileña de São Paulo, en los años 1975 y 1977 con importantes equipos internacionales y brasileños. Era una competición con cuatro equipos, los cuales jugaban dos partidos de semifinales, el partido de consolación (3.º y 4.º puesto) y la gran final.

## Palmarés
| Edición                     | Año  | Campeón            | Subcampeón | Tercero     | Cuarto      |
| --------------------------- | ---- | ------------------ | ---------- | ----------- | ----------- |
| I Copa de São Paulo         | 1975 | Corinthians        | São Paulo  | Peñarol     | San Lorenzo |
| II Copa Ciudad de São Paulo | 1977 | Atlético de Madrid | Santos     | Corinthians | Palmeiras   |

## Copa São Paulo 1975 (I Edición)

### Partidos
| Semifinal      | 01-02-1975 | Corinthians | 1-0          | San Lorenzo |
| Semifinal      | 01-02-1975 | São Paulo   | 2-0          | Peñarol     |
|                |            |             |              |             |
| 3º y 4º puesto | 02-02-1975 | Peñarol     | 4-1          | San Lorenzo |
|                |            |             |              |             |
| Final          | 02-02-1975 | Corinthians | 2-2 (4:3 p.) | São Paulo   |

### Clasificación
- Campeón:  Corinthians
- 2º puesto:  São Paulo
- 3º puesto:  Peñarol
- 4º puesto:  San Lorenzo

## Copa Ciudad de Sao Paulo 1977 (II Edición)

### Partidos
| Semifinal                        | 05-08-1977 | Palmeiras          | 1-1 (p.) | Atlético de Madrid |
| Semifinal                        | 05-08-1977 | Santos             | 5-4      | Corinthians        |
|                                  |            |                    |          |                    |
| 3º y 4º puesto                   | 07-08-1977 | Corinthians        | 2-0      | Palmeiras          |
|                                  |            |                    |          |                    |
| Final                            | 07-08-1977 | Atlético de Madrid | (p.) 1-1 | Santos             |
| 72.139 espectadores en la final. |            |                    |          |                    |

### Clasificación
- Campeón:  Atlético de Madrid
- 2º puesto:  Santos
- 3º puesto:  Corinthians
- 4º puesto:  Palmeiras